# Crenicichla labrina
Crenicichla labrina är en fiskart som först beskrevs av Johann Baptist von Spix och Agassiz, 1831.  Crenicichla labrina ingår i släktet Crenicichla och familjen Cichlidae. Inga underarter finns listade i Catalogue of Life.